# Elaine Vilar Madruga
Elaine Vilar Madruga (Havana, Cuba, 1989) é uma escritora, dramaturga e poeta cubana. Publicou vários romances, contos e antologias pelas quais ganhou numerosos prêmios e reconhecimentos internacionais.
Sua obra transita entre os gêneros de terror, freakismo e erotismo fantástico, e foi publicada nos Estados Unidos, Canadá, Cuba, República Dominicana, Espanha, Chile e Itália.

## Percurso
Elaine nasceu em Havana, Cuba, em 1989. Estudou Arte Teatral, com especialização em Dramaturgia, no Instituto Superior de Arte de Havana.
Em 2013, publicou seu romance, La hembra alfa, que foi premiado com o Prêmio Pinos Novos de Narrativa. Em 2019, publicou Os anos do silêncio, que foi nomeado para os Prêmios William de Baskerville Awards 2020.
Em 2021, publicou A tirania das moscas, obra pela qual obteve reconhecimento internacional e pela qual foi premiada com o Prêmio Calamo ao Melhor Livro do ano 2021 e foi nomeada para o Prêmios Finestres de Narrativa em 2021. O romance foi publicado pela editora espanhola Barret e editado pela escritora Cristina Morales, que também assina o posfácio do livro. A obra trata de três irmãos: Casandra, que sente atração sexual por objetos e está apaixonada por uma ponte; Caleb, a quem os animais se aproximam para morrer; e Calia, que tem a habilidade de desenhar animais hiper-realistas. Os três vivem sob a tirania de seu pai, um militar frustrado por ter perdido a confiança do líder do país.
Em 2023, publicou o romance de terror El cielo de la selva, uma alegoria sobre a violência, a maternidade e o controle sobre o corpo das mulheres, onde estas são obrigadas a ter descendência e criá-la para depois ser sacrificada. O romance, escrito em código feminista, foi reconhecido com o Prêmio Nollegiu de Melhor Romance do Ano em espanhol e foi escolhido entre os 10 melhores livros de 2023 por Babelia, do jornal espanhol El País
No mesmo ano, publicou Las Cavidades, onde aborda a maternidade, partos, cesáreas e puerperios.

## Obras

#### Novelas
- 2013: Salomé
- 2013: Las hembras alfa
- 2018: El Hambre y la Bestia
- 2019: Los años del silencio
- 2021: La tiranía de las moscas - Publicado no Brasil como A tirania das moscas, pela editora Instante e traduzido por Carla Fortino
- 2023: El cielo de la selva
- 2023: Las cavidades

#### Análogos
- 2015: Culto de acoplamiento
- 2019: País de fabulaciones
- 2022: Abominable pureza del mundo

#### Poesia
- 2025: Las tarántulas

## Prêmios
- 2013: Prêmio Pinos Nuevos
- 2021: Prêmio Cálamo ao Melhor Livro do Ano
- 2023: Prêmio Nollegiu à Melhor Novela em espanhol